# Dracaena maingayi
Dracaena maingayi är en sparrisväxtart som beskrevs av Joseph Dalton Hooker. Dracaena maingayi ingår i släktet dracenor, och familjen sparrisväxter. Inga underarter finns listade i Catalogue of Life.